# Zabel Yesayan
Zabel Yesayan in armeno Զապէլ Եսայեան? (Scutari, 4 febbraio 1878 – Siberia, 1943) è stata una scrittrice e traduttrice armena.

## Biografia
Zabel Yesayan nacque la notte del 4 febbraio 1878 con il nome di Zabel Hovhannessian, figlia di Mkrtich Hovhannessian nel quartiere di Silahdar di Scutari, allora parte dell'Impero ottomano, all'apice della Guerra russo-turca. La casa in cui era nata era una struttura di legno rossastra a due piani. Frequentò la scuola elementare presso la Santa Croce (Ս. Խաչ). Nel 1895 si trasferì a Parigi, dove studiò letteratura e filosofia all'Università della Sorbona. Ispirata dal Romanticismo francese e dalla rinascita della letteratura armena del XIX secolo nel dialetto armeno occidentale, iniziò quella che sarebbe diventata una prolifica carriera di scrittrice. Il suo primo poema in prosa (Ode alla Notte) apparve nel periodico Tsaghik (Fiore) di Arshak Chobanian nel 1895. Continuò a pubblicare racconti, saggi letterari, articoli e traduzioni (sia in francese che in armeno) in periodici come Mercure de France, L'Humanité, Massis, Anahit e Arevelian Mamoul (Stampa orientale). Mentre era a Parigi, sposò il pittore Dickran Yesayan (1874-1921). Ebbero due figli, Sophie and Hrant.
Dopo la rivoluzione dei giovani turchi del 1908, Zabel Yesayan ritornò a Costantinopoli. Nel 1909 andò in Cilicia e pubblicò una serie di articoli in connessione con il Massacro di Adana. Il tragico destino degli armeni in Cilicia è anche argomento del suo libro Tra le rovine (Աւերակներու մէջ, Constantinopoli 1911), della novella La maledizione (1911), e delle brevi storie Safieh (1911) e La nuova sposa (1911).
La Yesayan fu l'unica donna nella lista degli intellettuali armeni presi di mira per l'arresto e la deportazione dal giovane governo turco ottomano del 24 aprile 1915. Fu in grado di eludere l'arresto e di fuggire in Bulgaria e poi nel Caucaso, dove lavorò con i rifugiati documentando i resoconti dei testimoni oculari delle atrocità che avevano avuto luogo durante il Genocidio armeno.

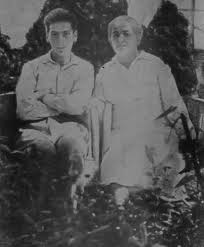
Zabel Yesayan con suo figlio Hrant

Il 1918 la trovò in Medio Oriente per organizzare il trasferimento di rifugiati e orfani. A questo periodo appartengono le novelle L'ultima coppa (Վերջին բաժակը) e La mia anima in esilio (Հոգիս աքսորեալ, 1919; tradotto in inglese da by G.M. Goshgarian in 2014), dove espone le molte ingiustizie a cui ha assistito. Il suo supporto alla Repubblica Socialista Sovietica Armena fu sincero e nel romanzo Forze in ritiro (Նահանջող ուժեր, 1923) descrive le condizioni sociali e politiche del suo tempo. Visitò la RSS armena nel 1926 e poco dopo pubblicò le sue impressioni in Prometeo scatenato (Պրոմէթէոս ազատագրուած, Marsiglia, 1928). Nel 1933 decise di trasferirsi in Armenia con i suoi figli, e nel 1934 prese parte al primo congresso dell'Unione Sovietica degli scrittori a Mosca. Insegnò letteratura francese e armena all'Università Statale di Erevan e continuò a scrivere in maniera prolifica. A questo periodo appartiene la novella Camicia di fuoco (Կրակէ շապիկ, Erevan, 1934; tradotto in russo nel 1936), e il suo libro autobiografico I giardini di Silihdar (Սիլիհտարի պարտէզները, Erevan, 1935; tradotto in inglese da Jennifer Manoukian nel 2014).
Durante le Grandi purghe fu bruscamente accusata di "nazionalismo" e arrestata nel 1937. Morì in circostanze sconosciute: si ipotizza che sia annegata e morta in esilio, forse in Siberia, nel 1943. Sia l'Enciclopedia letteraria concisa sovietica (1964) che la Grande enciclopedia sovietica (1972) dichiarano Erevan 1937 il luogo e la data della sua morte.
Lara Aharonian, fondatrice del Women's Resource Center of Armenia e Talin Suciyan, corrispondente da Erevan per il quotidiano turco-armeno Agos, ha diretto un film documentario sulla sua vita intitolato Finding Zabel Yesayan. È stato rilasciato in collaborazione con Utopiana e presentato per la prima volta il 7 marzo 2009.
Una via di Parigi è stata rinominata in onore della Yesayan l'8 marzo 2018 durante la Giornata internazionale della donna.

## Opere
- La sala d'attesa (1903)
- Gli obbedienti e i ribelli (1906)
- Geni fasulli (1909)
- Tra le rovine: Il massacro degli armeni del 1909 ad Adana, Turchia  (1911)
- Basta! (1912-1913)
- L'agonia di un popolo (1917)
- L'ultima coppa (1917)
- Il viaggio di Murad da Sivas a Batum (1920)
- Le Role de la Femme Armenienne pendant la Guerre (1921)
- La mia anima in esilio (1922)
- Forze in ritirata (1923)
- Prometeo scatenato (1928)
- Meliha Nuri Hanim (1928)
- Camicia di fuoco (1934)
- I giardini di Silihdar (1935)
- Zio Khachik (1966)[11][12]

## Edizioni Italiane
- Zabel Yessayan, Nelle rovine, traduzione postfazione e cronistoria di Haroutioun Manoukian, Ancona, peQuod, 2008
- Zabel Yessayan, I giardini di Silihdar, traduzione postfazione e cronistoria di Haroutioun Manoukian, Ancona, peQuod, 2010